# IC 1194
IC 1194 је лентикуларна галаксија у сазвјежђу Херкул која се налази на листи објеката дубоког неба у Индекс каталогу.
Деклинација објекта је + 17° 47' 0" а ректасцензија 16h 6m 38,7s. Привидна величина (магнитуда) објекта IC 1194 износи 15,6 а фотографска магнитуда 16,5. IC 1194 је још познат и под ознакама DRCG 34-73, PGC 84742.